# Държавно ловно стопанство „Кричим“
Държавно ловно стопанство „Кричим“ е основано на 30 ноември 1901 г., като държавната гора Кричим е отстъпена на Интендантството на княз Фердинанд за развъждане на фазани и друг дивеч. Стопанството обхваща равнинна територия в землището на село Куртово Конаре, община Стамболийски. Разположено е върху речната тераса на река Въча, с надморска височина от 182 до 191 m. То е в състава на Южно централно държавно предприятие гр. Смолян.
Общата площ на стопанството е 199,8 ha, които включват защитената местност „Кричим“ (169,8 ha) и стопански двор (29,9 ha). Част от защитената местност е уникален парк с богата колекция от декоративна растителност с площ 20,6 ha.
Най-характерни за стопанството са вековните дъбови гори със средна възраст над 150 години и отделни екземпляри над 250 години. Основните дървесни видове са едролистна липа, летен дъб и бяла топола. Районът се обитава от елен лопатар, муфлон, дива пуйка, фазан, полудива патица, гълъб хралупар, лисица, заек, белка и др. Първите трофеи от лисица и сръндак са отстреляни през 1908 г., като трофейният лов става особено активен през 1922 – 1942 г. Между 1974 и 2003 г. трофеи от елен лопатар са оценени с два златни и един бронзов медал. На ЕКСПО’81 е отличен със златен медал трофей от елен лопатар, отстрелян през 1972 г.
На територията на стопанството се намира Дворецът „Кричим“ (730 кв.м. застроена площ). Сградата е двуетажна, монолитна, частично климатизирана. В сегашния си вид е след преустройство от 1936 – 1939 г. по проект на архитект Йордан Севов.
Важна роля за изграждане на стопанството има лесовъда Константин Байкушев, както и Бернхард Курциус, под чието ръководство е организирана дивечоразвъдната дейност. След 1931 г. Васил Бояджиев става управител и изготвя ловната програма на цар Борис III. Тук са направени и първите опити за аклиматизиране в България на фазан, дива пуйка, нанду, египетски кози. Гости на ловното стопанство са високопоставени европейски личности и техните семейства. В годините след 1948 г. стопанството се управлява от: Управление на особените имоти при Министерския съвет, Министерство на вътрешните работи, Управление за безопасност и охрана, Българска академия на науките, Служба за охрана, Министерски съвет, Национална служба за охрана, Министерство на финансите, Министерство на земеделието, храните и горите.